# St. Adalbert (Aachen)

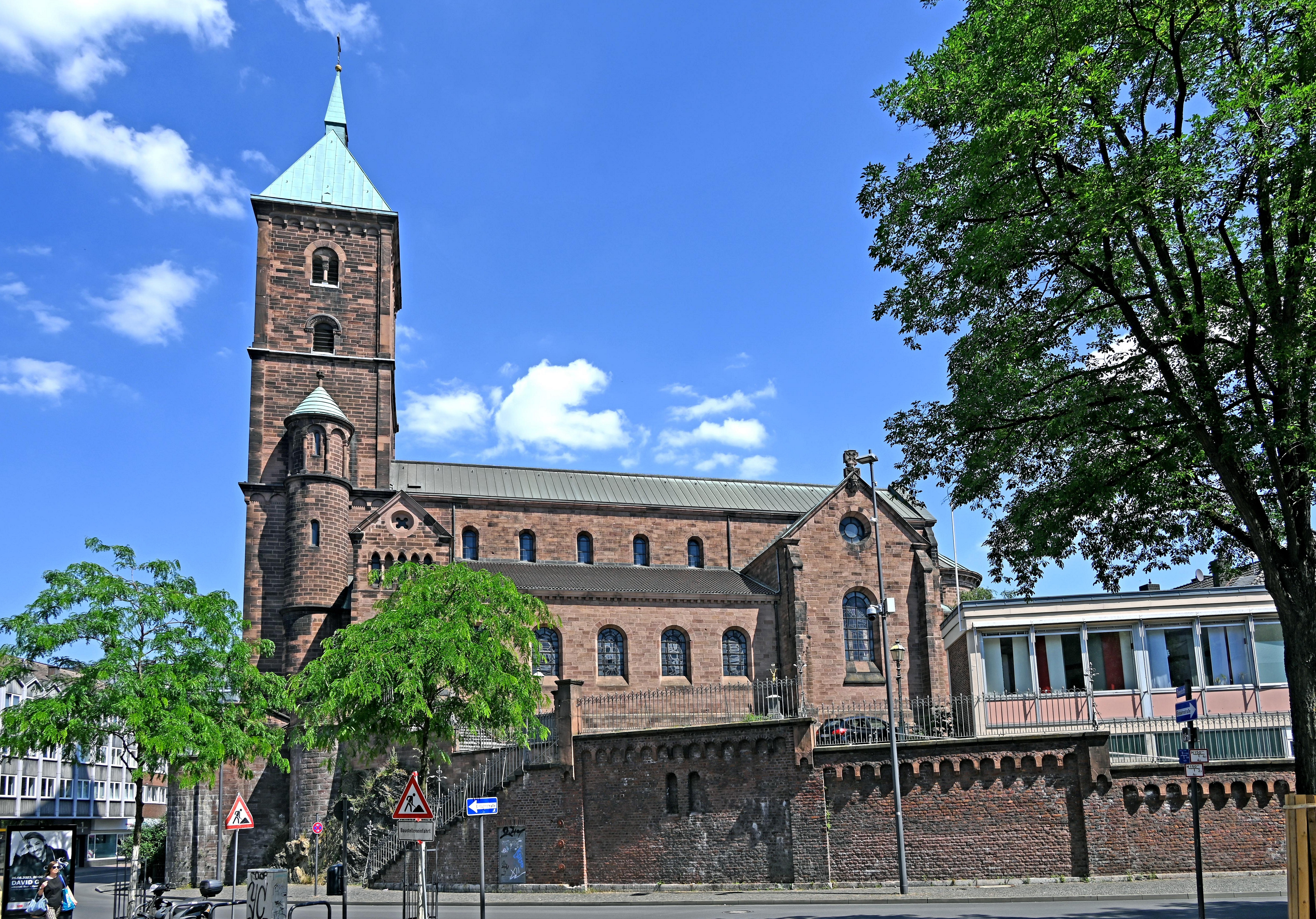
St. Adalbert (2023)

Die Propsteikirche St. Adalbert in Aachen war die Stiftskirche eines Kollegiatstiftes und wurde 1005 geweiht. Sie ist damit nach dem Aachener Dom die zweitälteste Kirche der Stadt. St. Adalbert befindet sich unmittelbar am heutigen Kaiserplatz und ist dem 999 heiliggesprochenen Adalbert von Prag geweiht.

## Geschichte

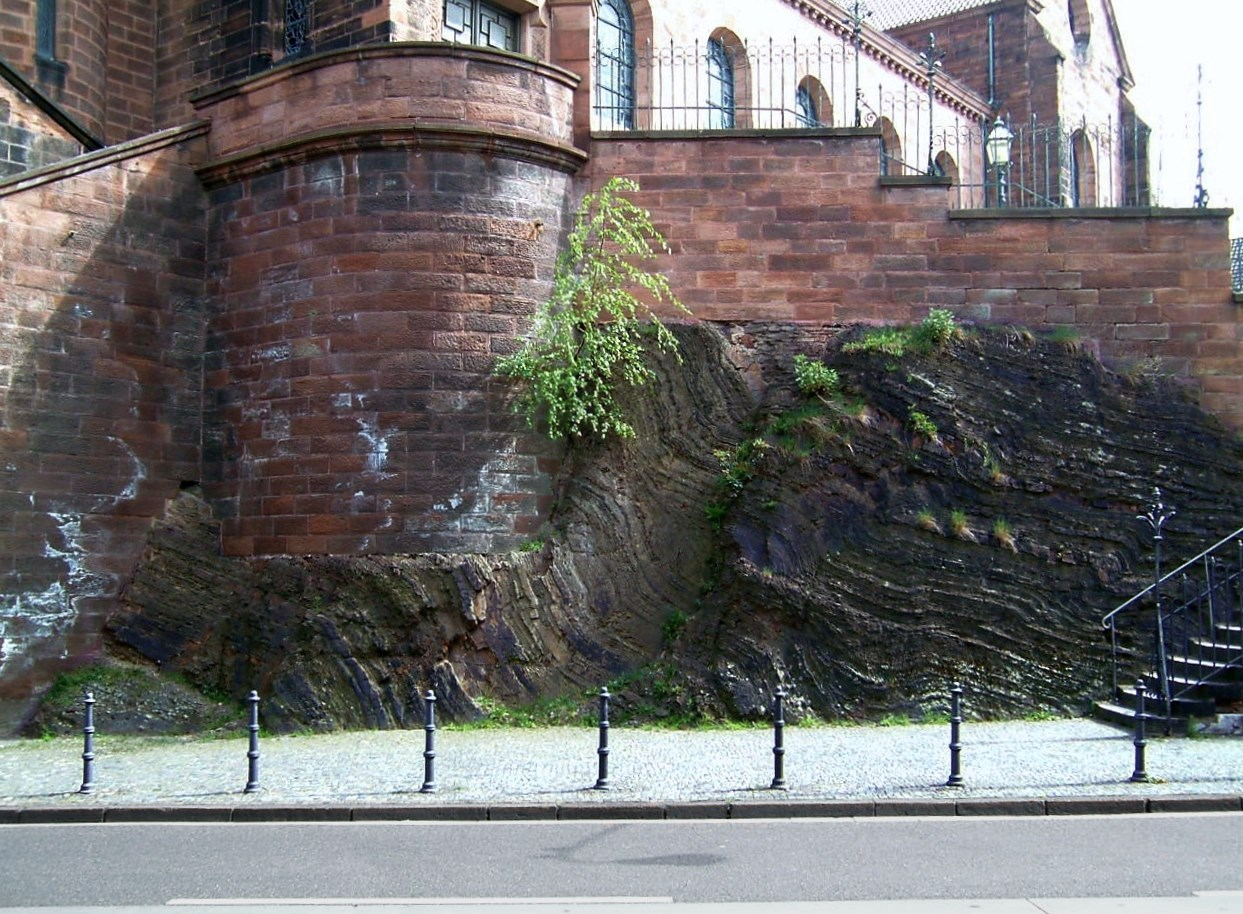
Gefaltete Sandsteine und Tonsteine der oberdevonischen Condroz-Formation unterhalb von St. Adalbert

Nach dem Tod des Bischofs Adalbert von Prag und dessen anschließender Heiligsprechung beschloss Kaiser Otto III., welcher ein Verehrer und Freund von Adalbert war, einige Reliquien des Bischofs an ausgewählte Kirchen in seinem Reich zu verteilen (Gnesen, Prag, Rom). Zu diesem Zwecke ordnete er auch für die Freie Reichsstadt Aachen den Bau einer Stiftkirche an, die er sowohl dem hl. Adalbert als auch dem hl. Hermes weihen wollte. Diese Kirche sollte bereits von weither sichtbar sein und daher auf einem vor der Stadt befindlichen Felsen aus oberdevonischen Condroz-Sandsteinen erbaut werden, der etwa sieben Meter aus einem sumpfigen Tal herausragt und ca. einen Kilometer östlich von der Aachener Pfalz entfernt entlang der alten Römerstraße nach Trier gelegen ist. Das Stift St. Adalbert gehörte wie die Reichsstadt Aachen zum Bistum Lüttich.

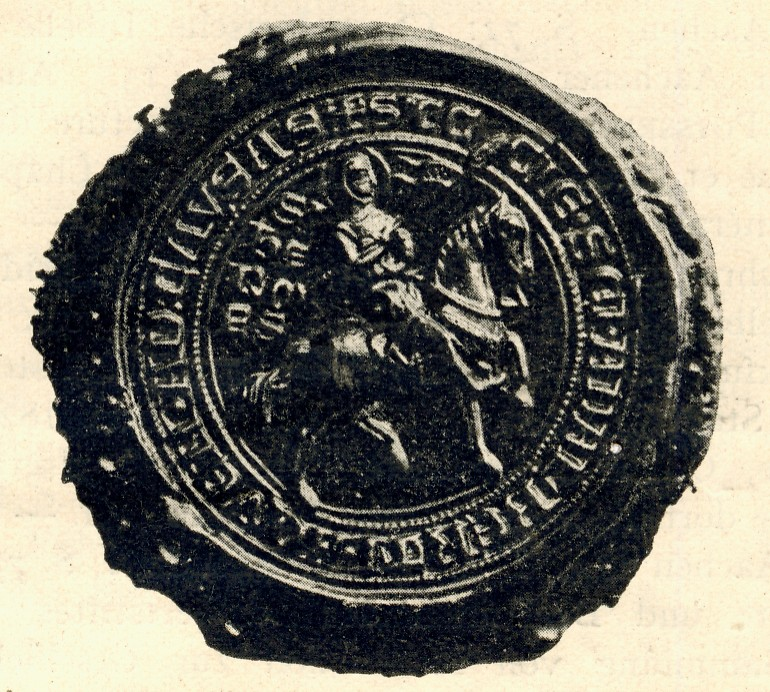
Siegel des Adalbertstifts

Otto III. erlebte die Fertigstellung jedoch nicht mehr, aber sein Nachfolger Heinrich II. ließ die Kirche einschließlich der Nebengebäude vollenden. Im Jahre 1005 wurde sie schließlich dem Hl. Hermes und dem hl. Adalbert geweiht und erhielt als Reliquie unter anderem die Schädelreliquien der beiden Heiligen. Der Kaiser setzte Geistliche ein, die das Kollegiatstift bildeten, und erklärte die Kirche zum rechtlich freien kaiserlichen Reichsstift. Darüber hinaus erhielt das Stift in der Folgezeit zahlreiche landwirtschaftliche Güter nicht nur im unmittelbar benachbarten Umfeld, sondern auch in weiter abseits gelegenen Orten wie beispielsweise Soiron, Olne, Lendersdorf (alle 1005), Teilen des Ortes Vaals (1041), Baesweiler (1130) und Eilendorf (1238). Außerdem wurde dem Stift von 1005 bis 1059 die neu errichtete Kirche St. Salvator auf dem Salvatorberg zugesprochen, bevor diese danach per kaiserlichem Dekret an das Münsterstift fiel.
Auf Grund des Baus der äußeren Stadtmauer Ende des 13. Jahrhunderts, die außerhalb und unmittelbar entlang des Devonschieferfelsens verlief, gehörte die Kirche schließlich dem reichsstädtischen Gebiet an. Im Verlauf dieser Baumaßnahmen Anfang des 14. Jahrhunderts wurden ebenso der Adalbertsturm und das Adalbertstor anliegend an dem Kirchengrundstück errichtet.
Als freies kaiserliches Reichsstift wurde Stiftskirche von einer Gemeinschaft von Priestern, deren Anzahl anfangs bei ca. 20 Kanonikern lag, unter Leitung eines Propstes geführt. Das Kirchengebäude war damals in seiner Grundstruktur mit dem heutigen weitestgehend identisch und im Verhältnis nur etwas kleiner. Es handelte sich um eine dreischiffige romanische Pfeilerbasilika mit exakter Ausrichtung nach Osten. Unter dem Chor befand sich noch eine Krypta, in der während ihrer Funktion als Pfarrkirche (Taufrecht seit 1018) die Messen gelesen wurden. Im Jahre 1410 wurde die Kirche mit der Maria Magdalena-Glocke und 1523 mit der von dem Aachener Glockengießer Johannes von Trier gegossenen Laurentiusglocke versehen. Beide Glocken sind nicht mehr vorhanden. In den Jahren 1896/97 lieferte die Hemelingen Glockengießer OTTO sechs Bronzeglocken.

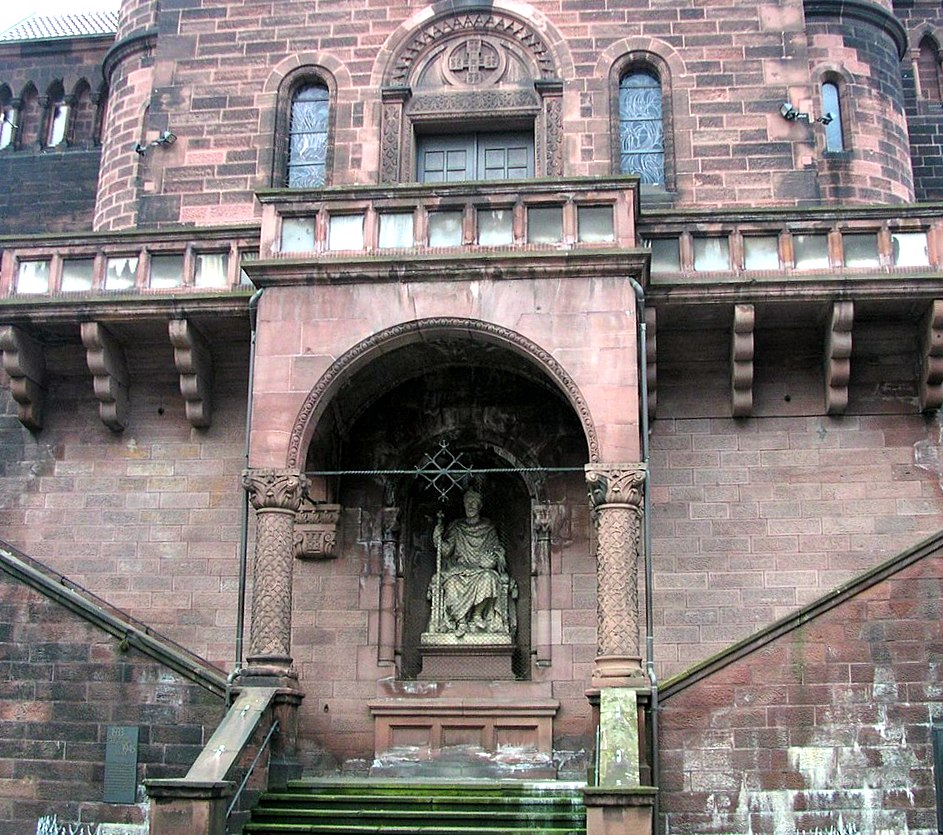
Denkmal für Heinrich II.

Mit Beginn der französischen Besatzungszeit ab 1794 wurde das freie Reichsstift per Dekret von Kaiser Napoleon Bonaparte am 9. Juni 1802 aufgelöst, wobei die Kirche aber als Pfarrkirche im Bistum Aachen erhalten blieb. Hierzu wurde die Kirche 1809 erstmals umfangreich umstrukturiert und die Messen der Pfarrei auch nicht mehr in der Krypta, sondern in der Kirche gefeiert. Ein weiterer grundlegender Um- und Teilneubau mit der Erweiterung zur fünfschiffigen Kirche fand in den Jahren 1875/76 statt. Nachdem die Bevölkerungszahl deutlich angestiegen war und die umliegenden Stadtviertel sich stark vergrößert hatten, ergab sich die Notwendigkeit zu einer Sanierung und Erweiterung der mittlerweile auch baufälligen mittelalterlichen Kirche. Die Gemeinde musste für diese Arbeiten ein erhebliches finanzielles Engagement aufbringen. Nach Plänen des Kölner Architekten Heinrich Wiethase wurden die Außenmauern und der Turm abgetragen, die Krypta eingeebnet und die Kirche aus rotem Sandstein und nach alten Vorlagen im neuromanischen Stil fünfschiffig mit Querhaus und Westturm größtenteils neu errichtet. Ebenfalls wurde sie mit einem neuen Geläut, bestehend aus fünf Glocken, versehen und erhielt eine umfangreiche kostbare Innenausstattung. Im Jahre 1898 wurde die Kirche schließlich wieder neu eingeweiht. Nur fünf Jahre später statteten die beiden Bildhauer Carl Esser und Wilhelm Pohll die zur Adalbertstraße gewandte Stützmauer unterhalb der Kirche mit einer monumentalen Sitzfigur aus, die den Stifter der Kirche, Heinrich II., darstellt. Auf Grund ihrer bedeutenden Geschichte als ehemalige Stiftskirche wurde die Pfarrkirche am 12. Dezember 1935 zur Propsteikirche erhoben und die Pfarrer erhielten das Recht, den Titel Propst zu führen.
Während des schweren Bombenangriffs auf Aachen am 14. Juli 1943 wurde die Kirche durch mehrere Phosphorkanister, die in die Notenkammer einschlugen, in Brand gesetzt. Das Gebäude brannte innerhalb von 7 Stunden fast vollständig aus, überdies war das äußere Mauerwerk durch Beschuss beschädigt. Es konnte aber nach Kriegsende mit großem finanziellen Einsatz unter der Leitung von Günther Döring und dem Dombaumeister Joseph Buchkremer wieder neu aufgebaut werden. Die Wiederherstellungsmaßnahmen umfassten das Aufrichten eines stählernen Dachstuhls, an welchem die Holzbalkendecke des Langhauses abgehängt ist; das Gewölbe des südlichen Querarmes wurde repariert, im nördlichen ein Rabitzgewölbe eingezogen. Bei Reparaturen der Langhauspfeiler wurde deren romanischer Kern sichtbar. Des Weiteren wurde das Innere neu ausgestattet.
Im Rahmen eines feierlichen Pontifikalamtes konnte die Kirche schließlich am 23. Oktober 1949 wieder ihrer Bestimmung übergeben werden. 1970 wurde die Kirche an die Erfordernisse des Zweiten Vatikanischen Konzils angepasst. Zwischen 1985 und 1998 wurden unter der Leitung des Architekten Gerd Gerards noch weitere Sanierungs- und Renovierungsmaßnahmen erforderlich. Das Reliquiar des hl. Adalbert fand dabei im Seitenschiff seinen Platz, ein neuer Altar und Tabernakel im Altarraum, ein neuer Anstrich, eine neugestaltete Taufkapelle unter dem Turm und eine neue Fußbodengestaltung, die den Lebensweg des Christen symbolisiert, veränderten die Kirche nachhaltig. Ein neuer Ambo von Titus Reinarz vor den Stufen zum Altarraum kam 2007 in die Kirche. Die Ausstattung ergänzen einige Ikonen von Todor Boychev (Bulgarien) und zwei Tafeln des Aachener Kalligraphen Shahid Alam, die in arabischer Schrift ein Zitat aus der Offenbarung des Johannes (Offb, 21,6: Ich bin das Alpha und das Omega…) zeigen. Das große Ikonenkreuz des russischen Ikonenmalers Vr. Andrey Davydov (Suzdal) wurde 2009/2010 für St. Adalbert geschaffen.
Mittlerweile gehört nach einer umfassenden Gemeindereform St. Adalbert seit dem 1. Januar 2010 zur neugebildeten katholische Pfarre Franziska von Aachen in Aachen-Mitte, welcher auf die Namenspatronin Franziska Schervier zurückgeht und von den Armen-Schwestern vom heiligen Franziskus unterstützt wird. Zu dieser Pfarre gehören ferner die Gemeinden St. Andreas, St. Foillan, Hl. Kreuz, St. Marien, St. Peter sowie die Jugendkirche kafarna:um und die Neue Gemeinde Zeitfenster. Heute beheimatet die St. Adalbertkirche neben der eigenen Pfarrei auch die koreanische Mission und die spanischsprachige Pfarrgemeinde und überlässt ihre Räume darüber hinaus der Queergemeinde Aachen, einem Verbund von christlich orientierten Schwulen und Lesben, für ihre Gottesdienste.

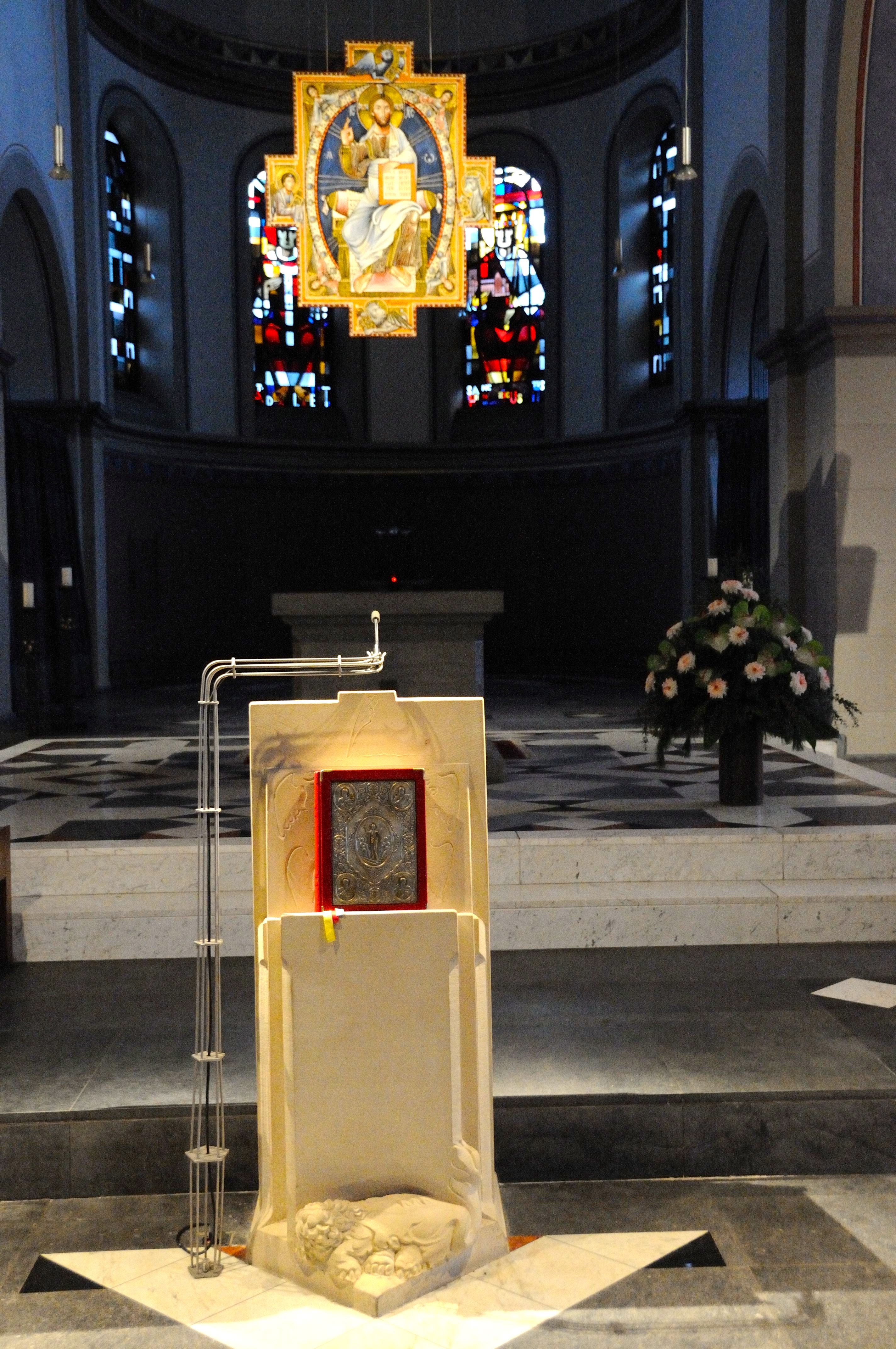
Ambo
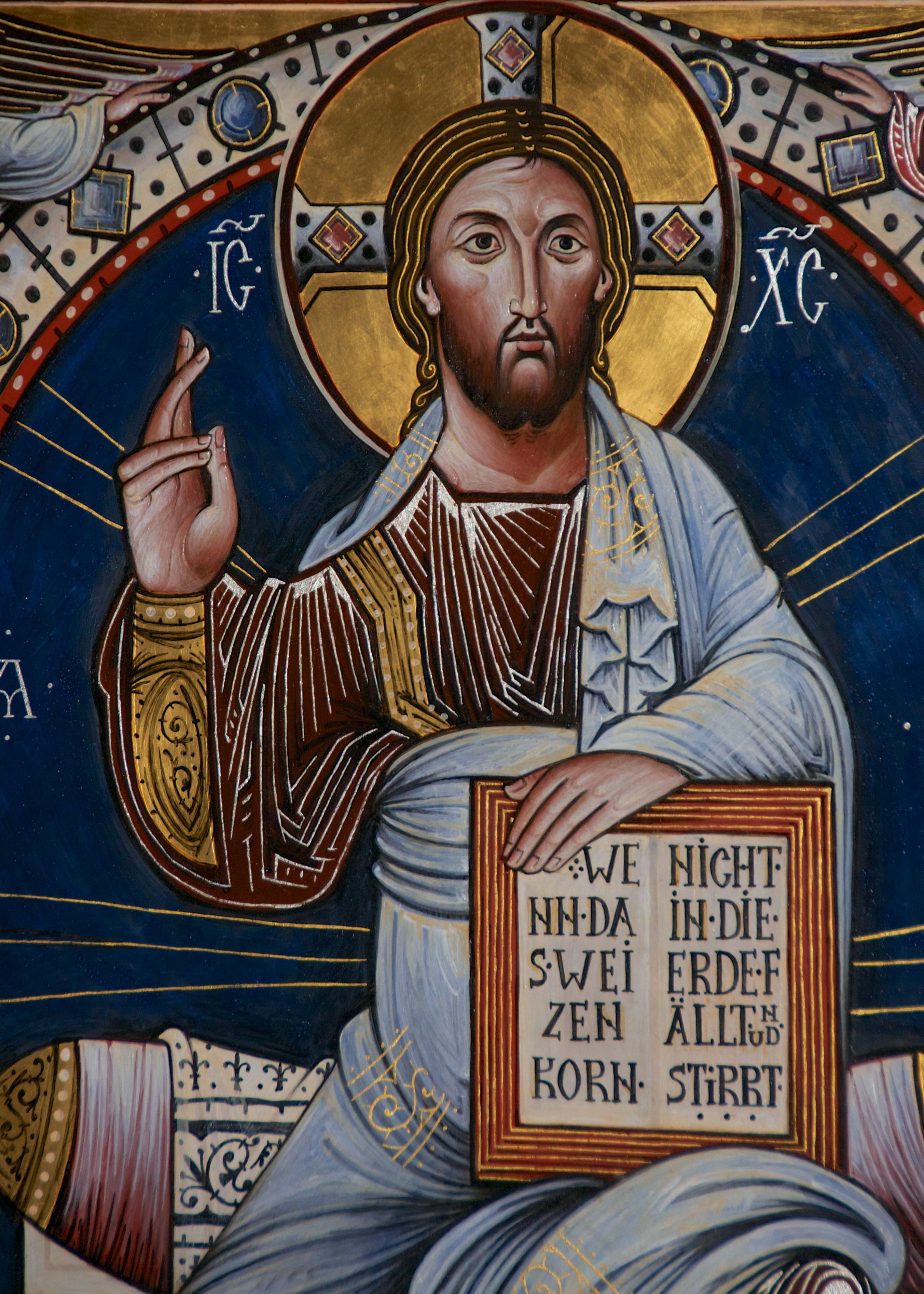
Ikonenkreuz (Detail)
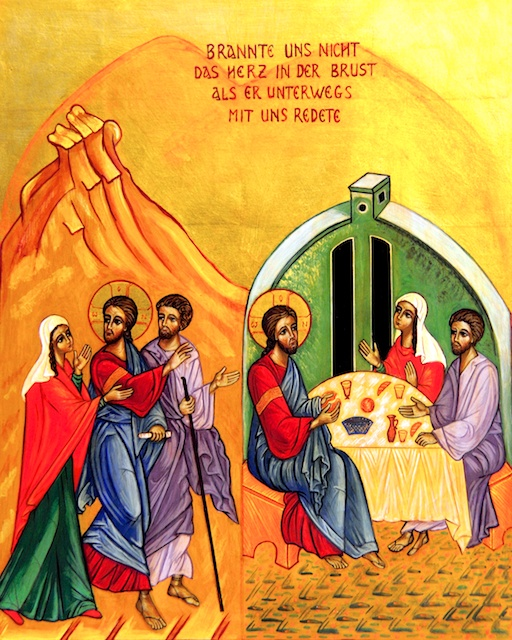
Emmausikone
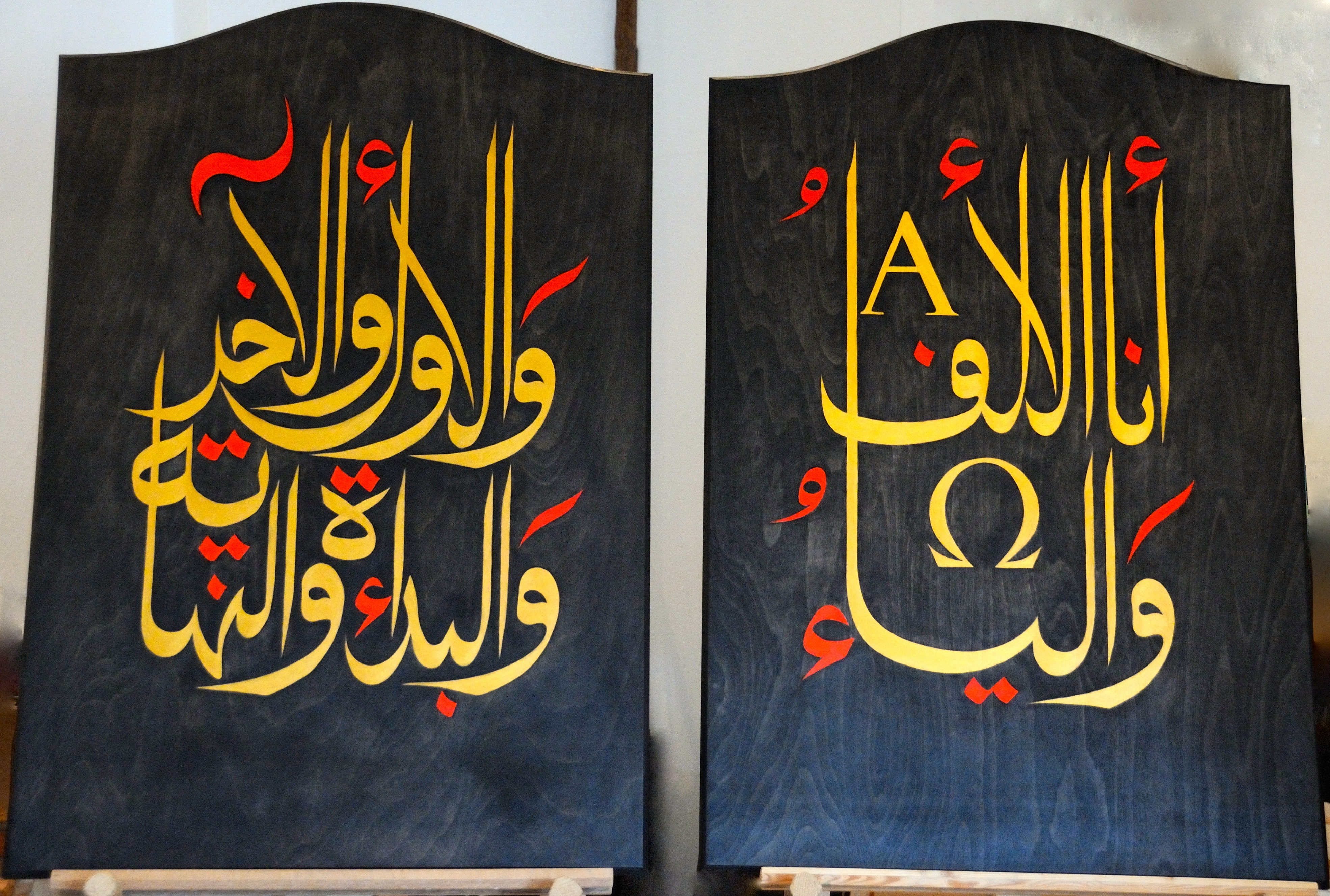
Shahid Alam

## Reliquien

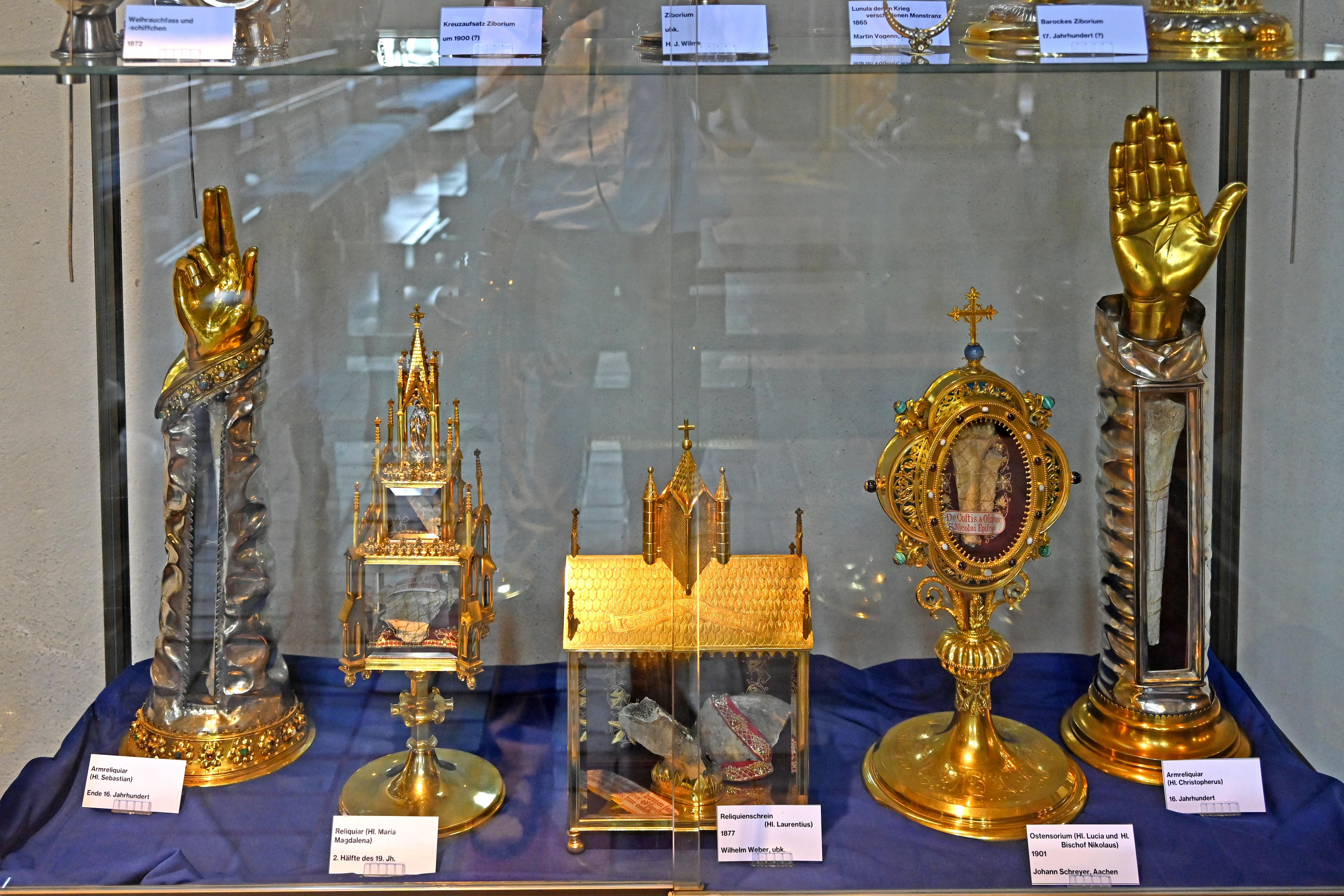
Vitrine mit Reliquiaren

Bereits von Anfang an verfügte das Stift über einen großen Reliquienschatz, der zwischenzeitlich durch Schenkungen auf bis zu 22 Einzelteile erweitert wurde, von denen später aber auch Fragmente an andere Kirchen weitergegeben wurden. Dazu zählen neben dem bereits erwähnten Haupt des hl. Adalbert unter anderem auch ein Dorn aus der Dornenkrone, ein Stück vom Hl. Kreuz und der Krippe Jesu, das Haupt des hl. Hermes, ein Schulterblatt des hl. Laurentius von Rom, Teile des Schädels der hl. Lucia von Syrakus und der Hirnschale des Papstes Stephan I., Armknochen des hl. Sebastian und hl. Christophorus, Gebeine der hl. Agnes von Rom, hl. Katharina von Alexandrien und der hl. Agatha von Catania, das Jagdmesser Hl. Kaisers Heinrich II.  sowie Stoffstücke aus den Gewändern der hl. Gertrud von Nivelles und hl. Walburga. Aus diesem Fundus erhielten 1608 der Kölner Erzbischof Ernst von Bayern Teile der Reliquien des hl. Stephanus und Quirinus von Neuss und der hl. Maria Magdalena sowie im Jahre 1698 die Adalbertkirche in Lüttich Partikel des Hauptes des hl. Adalberts. 1932 erhielt die Kirche noch eine Reliquie des Hl. Kaisers Heinrich II. aus Bamberg. Eine umfassende Restaurierung der Reliquare erfolgte dank zahlreicher Spenden zwischen 2005 und 2008 durch Herbert Cürvers, Kevelaer.

### Büstenreliquiar Hl. Adalbert
Das kupfergetriebene Kunstwerk mit teilweiser Versilberung und Vergoldung hat die Maße 75 cm Höhe inklusive des ovalen Holzuntersatzes, 47,5 cm Breite und 38 cm Tiefe.
Die Datierung liegt nach 1475.
Im Jahr 1901 führte Johann Schreyer Ausbesserungen durch. Das Mitrakreuz und die Mantelschließe mit der Adalbertsfigur stammen ebenfalls von Schreyer. Alle Steine samt Fassungen und der größte Teil der Rosetten wurden erneuert.

### Büstenreliquiar Hl. Hermes
Das Büstenreliquiar des Hl. Hermes aus dem 14. Jahrhundert enthält die Schädeldecke des Heiligen als Reliquie. Das Reliquiar ist 51 cm hoch inklusive des Holzuntersatzes, 39 cm breit und 21 cm tief. 1902 wurde es von Johann Schreyer, einem Aachener Goldschmied, restauriert. Die Maßnahmen umfassten die Erneuerung eines Bartteils, des Nimbus, der Steine, der Fassungen, der emaillierten Rosetten und der Brustrosette sowie der farblichen Fassung durch Maler J. Lange. Im Jahr 2005 erfolgte erneut eine umfassende Restaurierung.

Reliquiare (Auswahl)
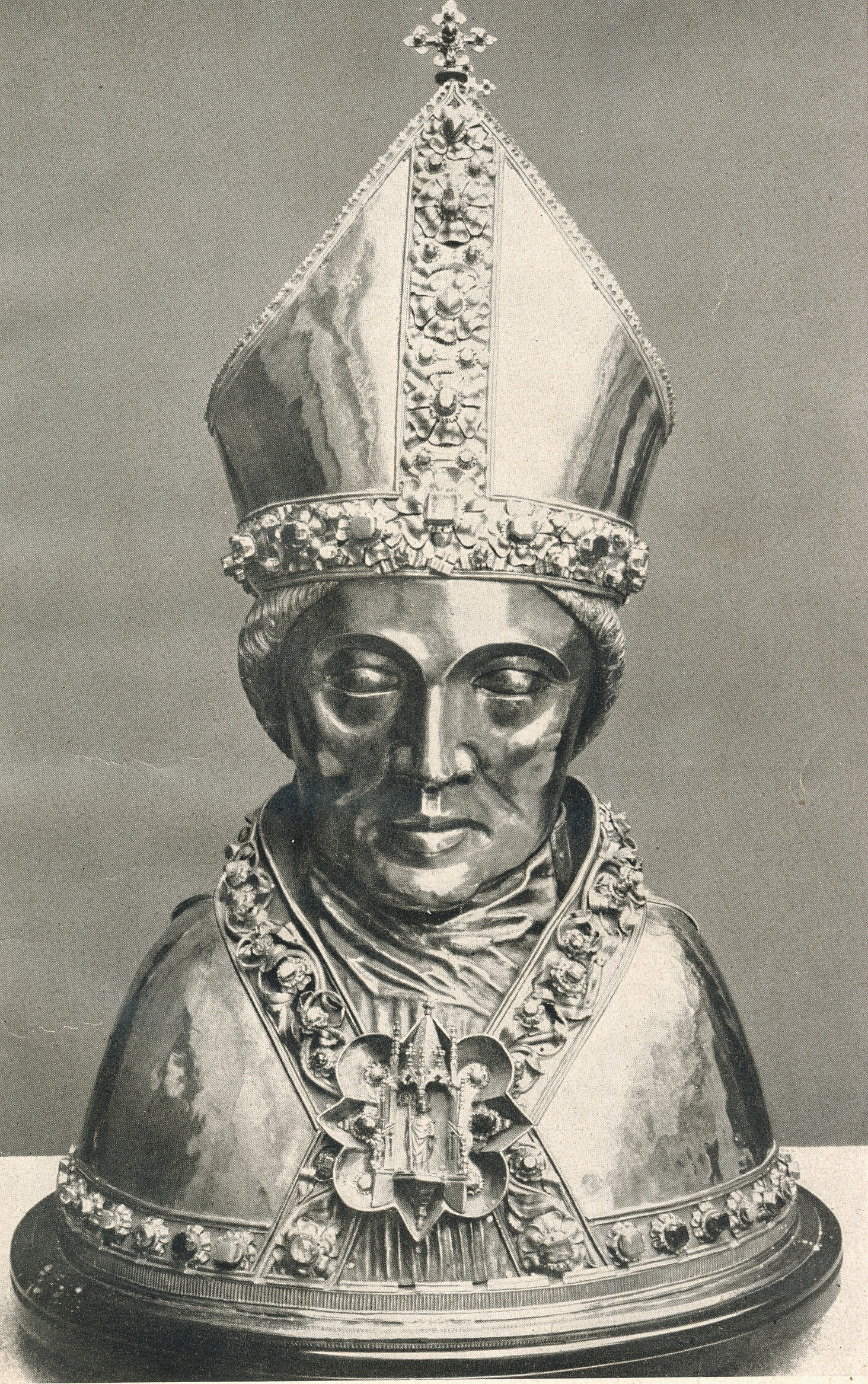
Büstenreliquiar des hl. Adalbert
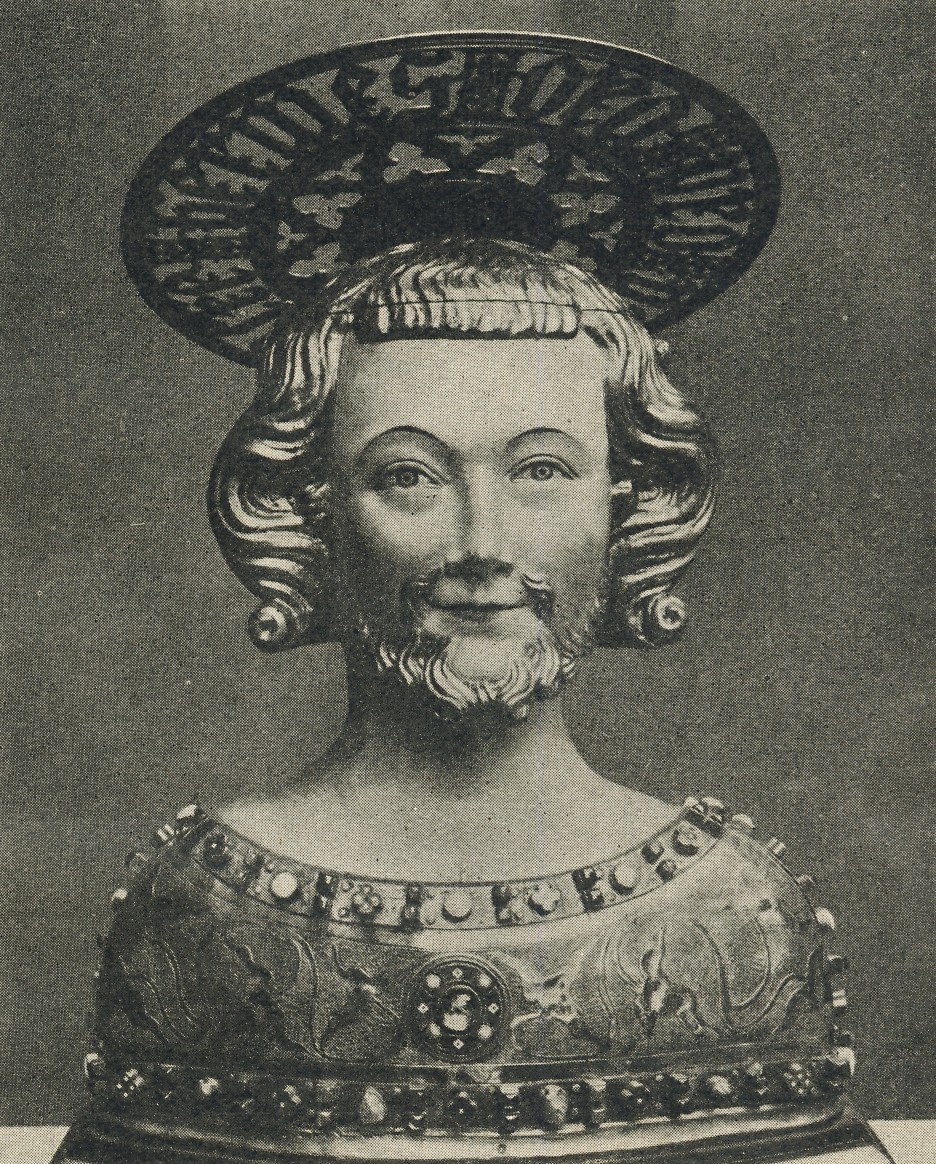
Büstenreliquiar des hl Hermes
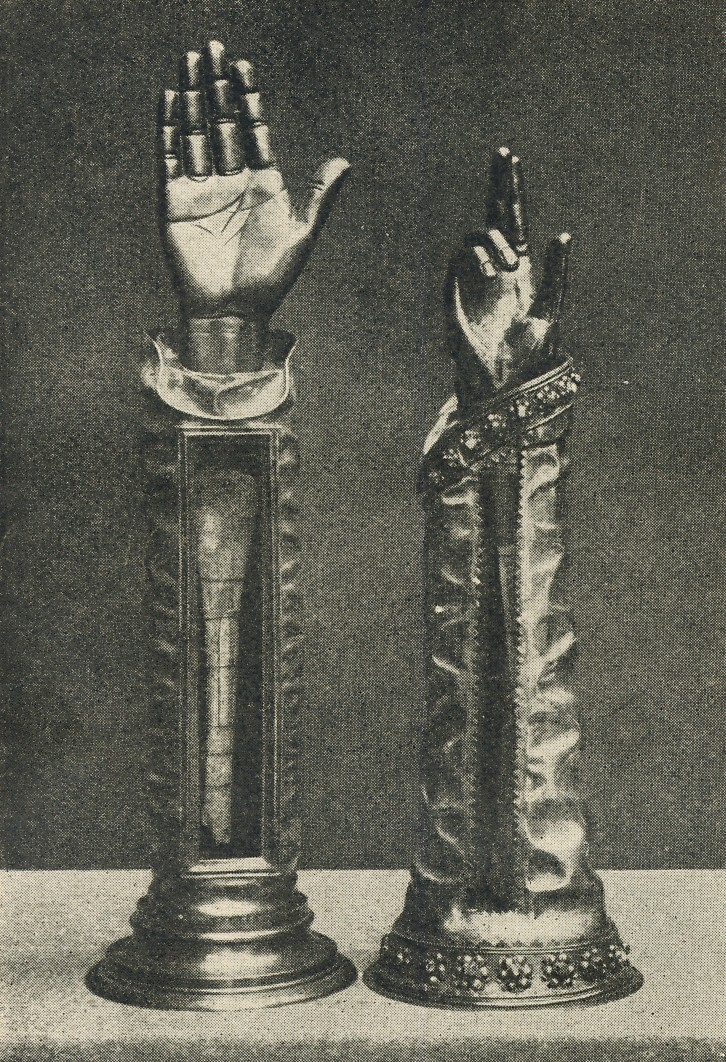
Armreliquiare des hl. Sebastian und hl. Christopherus
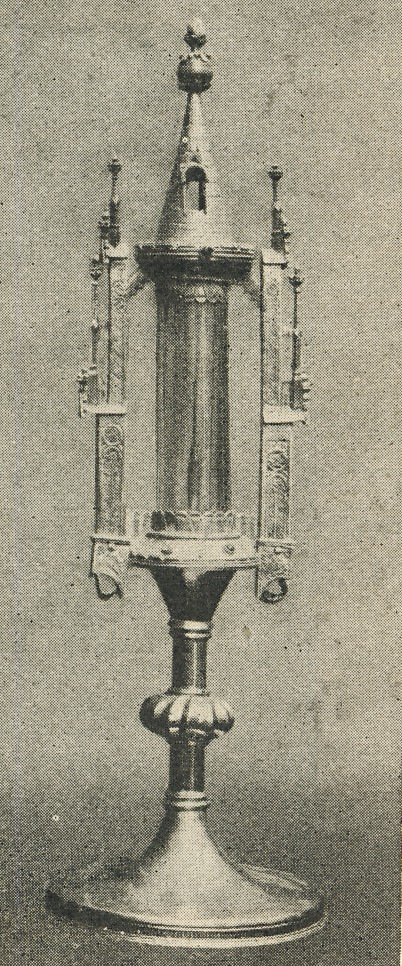
Ostensorium um 1400
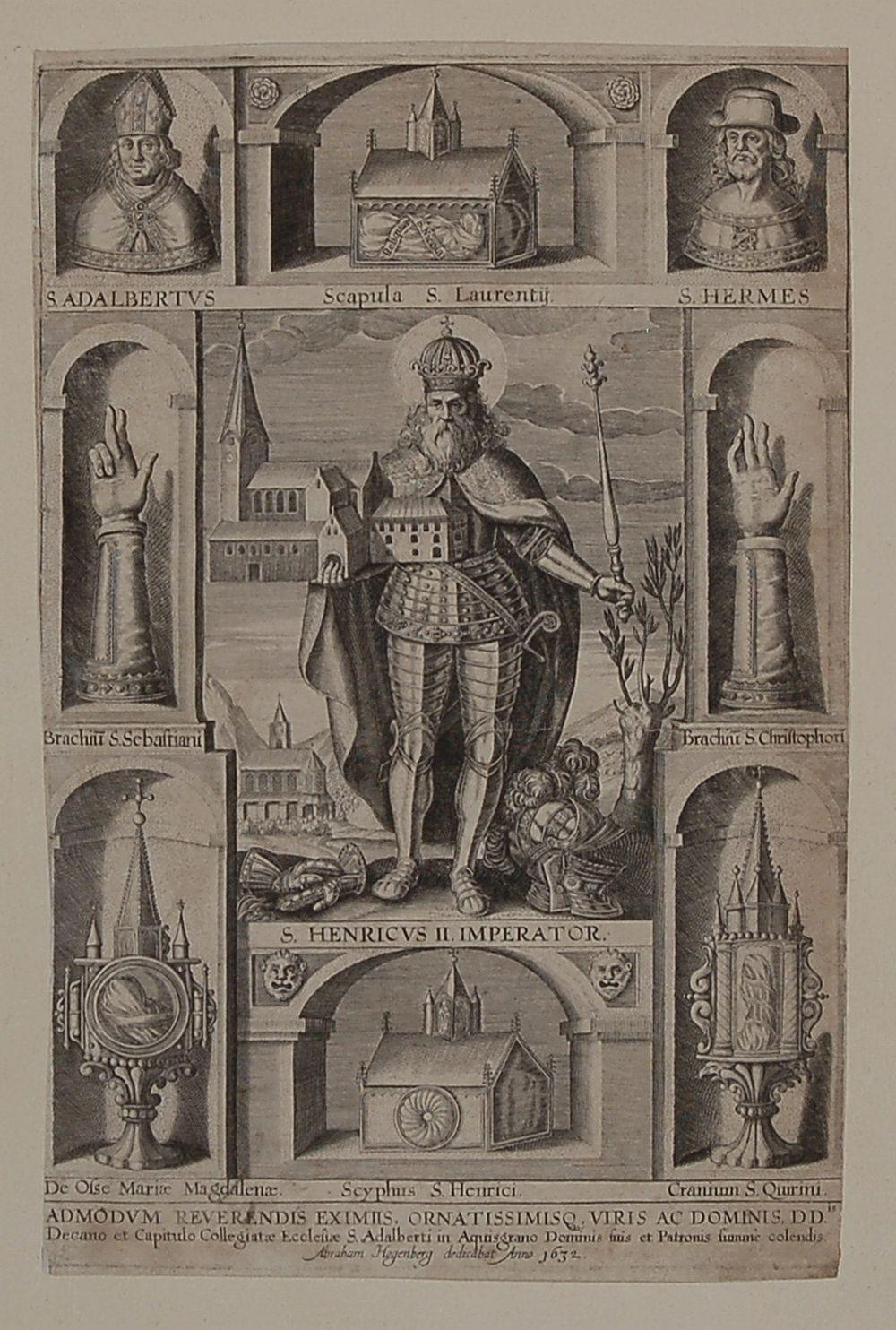
S. Henricus II. Imperator (mit acht Abbildungen)

## Orgel

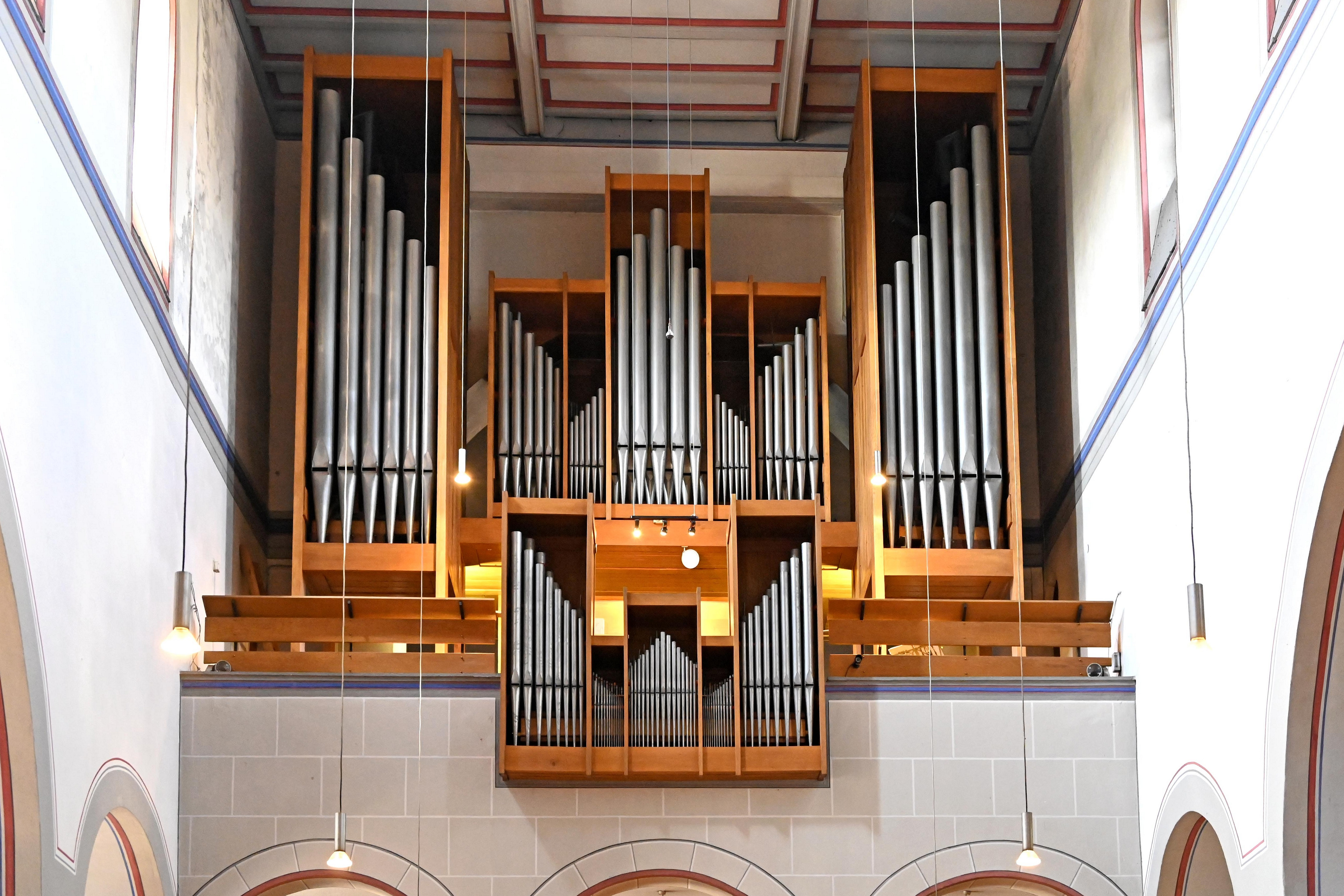
Hauptorgel

St. Adalbert verfügt über eine Hauptorgel von Orgelbau Rieger (Schwarzach, Vorarlberg) aus dem Jahr 1965, und eine Chororgel von Wilbrand Orgelbau aus dem Jahr 1972.
| I Rückpositiv C–g3 |                    |       |
| 1.                 | Rohrflöte          | 8’    |
| 2.                 | Quintade           | 8’    |
| 3.                 | Principal          | 4’    |
| 4.                 | Koppelflöte        | 4’    |
| 5.                 | Hohlflöte          | 2’    |
| 6.                 | Sesquialter II-III |       |
| 7.                 | Quintan II         | 1 ⁄3’ |
| 8.                 | Scharff IV         | 1’    |
| 9.                 | Krummhorn          | 8’    |
|                    | Tremulant          |       |

| II Hauptwerk C–g3 |             |        |
| 10.               | Pommer      | 16’    |
| 11.               | Principal   | 08’    |
| 12.               | Spitzflöte  | 08’    |
| 13.               | Octave      | 04’    |
| 14.               | Quinte      | 02 ⁄3’ |
| 15.               | Superoctave | 02’    |
| 16.               | Cornett V   |        |
| 17.               | Mixtur VI   | 01 ⁄3’ |
| 18.               | Trompete    | 08’    |
|                   | Tremulant   |        |

| III Schwellwerk C–g3 |                |        |
| 19.                  | Engprincipal   | 08’    |
| 20.                  | Holzgedackt    | 08’    |
| 21.                  | Holzflöte      | 04’    |
| 22.                  | Spitzgamba     | 04’    |
| 23.                  | Principal      | 02’    |
| 24.                  | Quinte         | 01 ⁄3’ |
| 25.                  | Octave         | 01’    |
| 26.                  | Terzcymbel III | 01⁄6’  |
| 27.                  | Bärpfeife      | 16’    |
| 28.                  | Schalmey       | 08’    |
|                      | Tremulant      |        |

| Pedalwerk C–f1 |                             |        |
| 29.            | Principalbass (Ext. Nr. 31) | 16’    |
| 30.            | Subbass (Ext. Nr. 32)       | 16’    |
| 31.            | Principal                   | 08’    |
| 32.            | Subbass                     | 08’    |
| 33.            | Choralbass                  | 04’    |
| 34.            | Rauschpfeife IV             | 02 ⁄3’ |
| 35.            | Nachthorn                   | 02’    |
| 36.            | Posaune                     | 16’    |
| 37.            | Clairon                     | 04’    |

- Koppeln: I/II, III/I, III/II, I/P, II/P, III/P

## Glocken
In den Jahren 1896/97 goss die Glockengießerei Otto in Bremen-Hemelingen für die Kirche St. Adalbert fünf Bronzeglocken zu einer kleinen vorhandenen hinzu. Die Durchmesser der Glocken laute(te)n: 1750 mm, 1480 mm, 1300 mm, 1200 mm, 798 mm und 500 mm. Die Gewichtsangaben sind: 3264 kg, 1932 kg, 1380 kg, 982 kg, 798 kg und 66 kg. Sie waren gestimmt auf: b° – des‘ – es‘ – f‘ – ges‘ – b‘‘. Von den sechs Glocken sind die mittleren vier Glocken heute noch vorhanden. Die größte und die kleinste Glocke gingen in den beiden Weltkriegen verloren.
Das heutige Geläut in der Übersicht:
| Glocke | Name       | Durchmesser | Gewicht | Schlagton |
| ------ | ---------- | ----------- | ------- | --------- |
| 1      | Maria      | 1474 mm     | 1900 kg | des’+3    |
| 2      | Laurentius | 1313 mm     | 1300 kg | es’+6     |
| 3      | Josef      | 1098 mm     | 0920 kg | f’-1      |
| 4      | Anna       | 1072 mm     | 0780 kg | ges’-2    |

## Denkmal

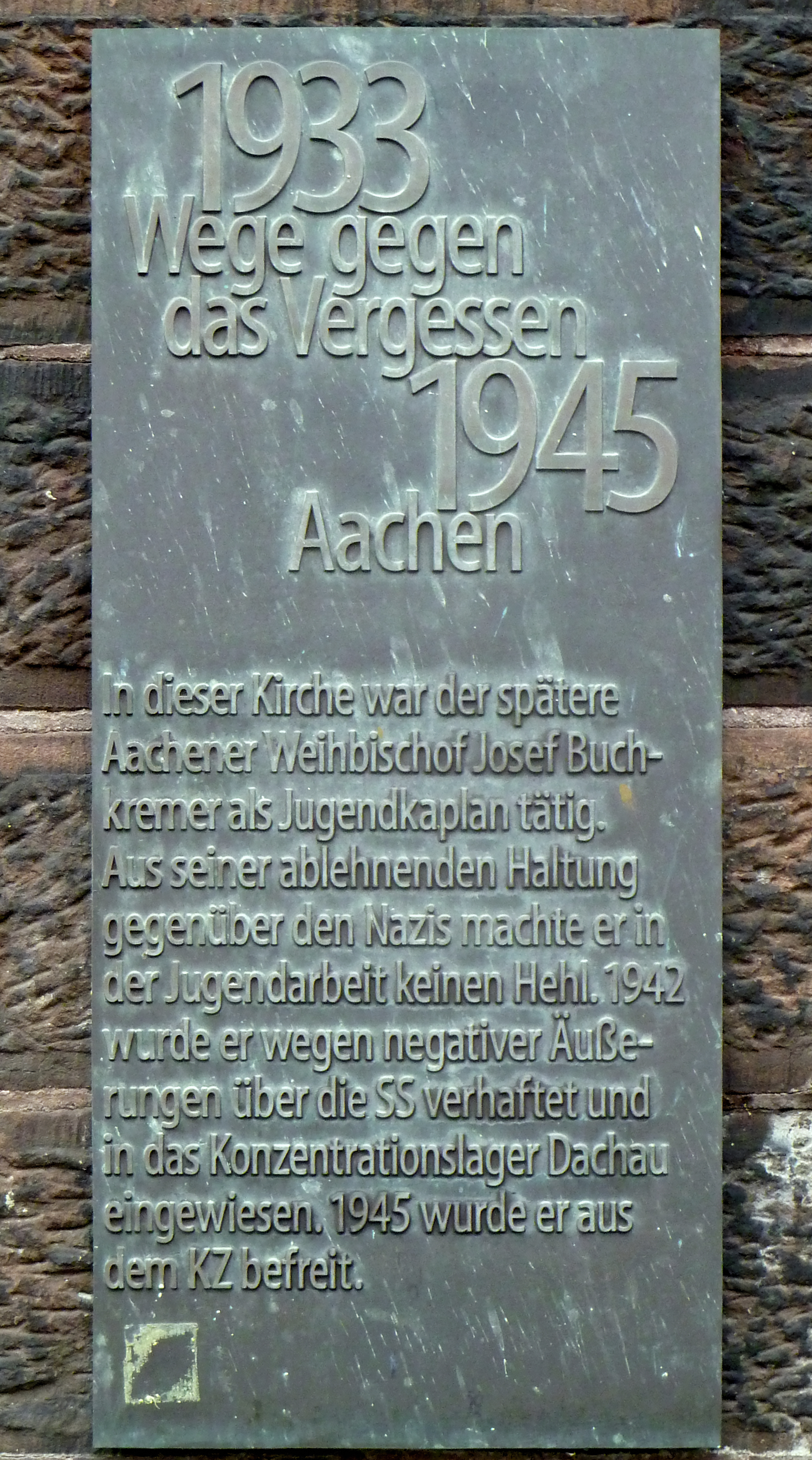
Gedenktafel für Joseph Buchkremer

Der Eintrag im Denkmälerverzeichnis lautet:
„Kath. Probsteikirche St. Adalbert ehem. Stiftskirche, Adalbertstift
Kern 11. Jh., Umbau 1875–1876, 1894–1897 (Heinrich Wiethase), Wiederaufbau bis 1949 (Buchkremer, Döring);
3schiffige neuromanische Werksteinbasilika mit Querhaus und Westturm; an der 2. Stadtmauer auf einer Anhöhe gelegen; von den ehemaligen Stiftsgebäuden ist nichts mehr erhalten.“
In Erinnerung an den damaligen Kaplan Joseph Buchkremer erinnert eine Gedenktafel des Projektes Wege gegen das Vergessen, die an der Außenwand unter der Heinrichsnische angebracht ist. Auf ihr ist eingraviert: 

„In dieser Kirche war der spätere Aachener Weihbischof Josef Buchkremer als Jugendkaplan tätig. Aus seiner ablehnenden Haltung gegenüber den Nazis machte er in der Jugendarbeit keinen Hehl. 1942 wurde er wegen negativer Äußerungen über die SS verhaftet und in das Konzentrationslager Dachau eingewiesen. 1945 wurde er aus dem KZ befreit.“